# Enrique V de Mecklemburgo

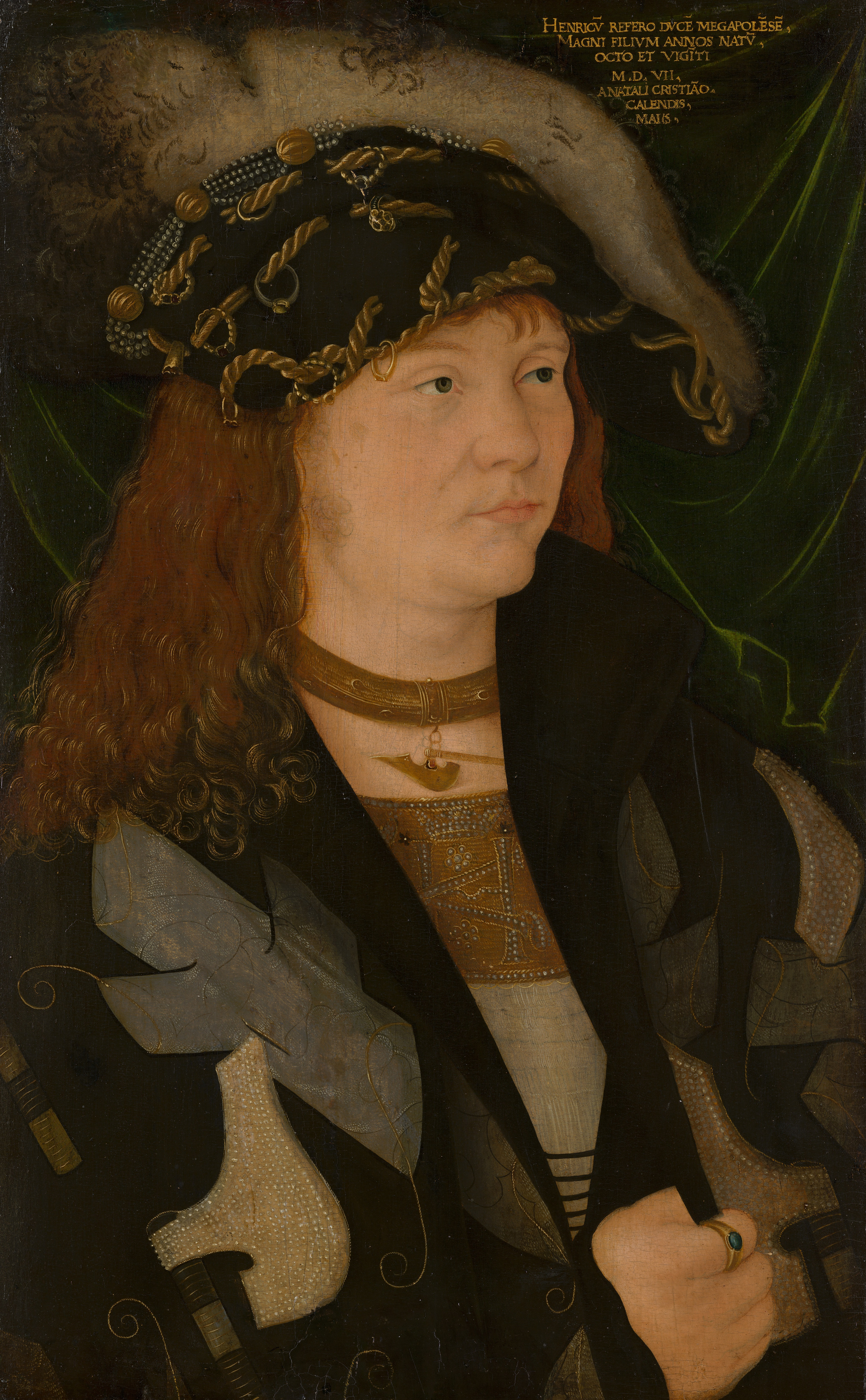
Retrato de Enrique V, atribuido a Jacopo de' Barbari

Enrique V, duque de Mecklemburgo, apodado el Pacífico (Schwerin, 3 de mayo de 1479 - Schwerin, 6 de febrero de 1552), fue el duque de Mecklemburgo reinante en la región Mecklemburgo-Schwerin, hijo del duque Magnus II y Sofía de Pomerania-Stettin.
Enrique gobernó conjuntamente con sus hermanos Erico II y Alberto VII y su tío Baltasar a partir del 27 de diciembre de 1503. Baltasar murió el 16 de marzo de 1507 y Erico el 22 de diciembre de 1508, ambos sin herederos, así que Enrique y Alberto entraron en posesión de todo el país. Gobernaron conjuntamente al principio. Alberto abogó repetidamente por la división de los territorios de Mecklemburgo, y esto fue acordado en el Tratado de Neobrandeburgo, sellado el 7 de mayo de 1520. El tratado estipulaba que Enrique gobernase en Schwerin y Alberto en Güstrow, sin una partición de facto del país.
Fue durante el reinado de los hermanos Enrique y Alberto que Martín Lutero lanzó la Reforma, que rápidamente encontró defensores en Mecklemburgo. La doctrina luterana se predicaba más o menos abiertamente ya en 1523 y quizás incluso antes. El duque Enrique apoyó las nuevas doctrinas desde el principio, de una manera muy cautelosa, y más abiertamente después de la Dieta de Augsburgo en 1530. Mantuvo correspondencia con Lutero desde 1524, y Lutero le envió maestros y predicadores.
Enrique se unió a la Liga de Torgau el 12 de junio de 1526, y en 1532 se pronunció públicamente como un defensor de Lutero. Naturalmente, su posición lo llevó a dotar a la nueva doctrina con una firme organización interna y externa, de modo que pidió al superintendente Johann Riebling, a quien Lutero le había recomendado en 1537, que hiciera un proyecto de Orden de Iglesia, un catecismo y una Agenda según la confesión luterana. Durante el resto de su reinado, estuvo ocupado con la organización de la iglesia luterana.
Después de la muerte de Lutero, estalló en Alemania una guerra de religión. Enrique, sin embargo, no participó; aunque era un príncipe protestante, no era un miembro de la Liga de Esmalcalda. Resistió la introducción del Interim de Augsburgo por el emperador Carlos V en 1548. Enrique aprobó la decisión de los estados de Mecklemburgo, en julio de 1549, que reconocían formalmente la doctrina luterana. Poco después, el 6 de febrero de 1552, murió con la reputación de un príncipe pío y pacífico.

## Matrimonios y descendencia
Enrique se casó tres veces. Primero esposó a Úrsula de Brandeburgo (17 de octubre de 1488 - 18 de septiembre de 1510), hija del elector Juan II Cicerón de Brandeburgo, el 12 de diciembre de 1505. Tuvieron tres hijos:
- Magnus (1509-1550), duque de Mecklemburgo-Schwerin, administrador del Principado-obispado de Schwerin, y desde 1532 obispo de Schwerin.
- Sofía (1508-1541), quien se casó con el duque Ernesto de Brunswick-Luneburgo.
- Úrsula (m. 1586), última abadesa del monasterio de clarisas en Ribnitz.

El 12 de junio de 1513, contrajo segundas nupcias con Elena del Palatinado (1493 - 4 de agosto de 1524), hija de Felipe del Palatinado, con la que también tuvo tres hijos:
- Felipe (1514-1557), duque de Mecklemburgo-Schwerin
- Margarita (m. 1586), quien se casó con el duque Enrique II de Münsterberg-Oels.
- Catalina (m. 1586), quien se casó con Federico III de Legnica.

Su tercer matrimonio, celebrado el 14 de mayo de 1551, fue con Úrsula (m. después de 1565), hija de Magnus I de Sajonia-Lauenburgo y su esposa Catalina de Brunswick-Wolfenbüttel, duquesa de Sajonia-Lauenburgo. Este matrimonio no tuvo descendencia.